# Valtteri Bottas
Valtteri Bottas (prononcé en finnois : /ˈʋɑltːeɾi ˈbotːɑs/), né le 28 août 1989 à Nastola, est un pilote automobile finlandais. Vainqueur du championnat de GP3 Series 2011, il fait ses débuts en Formule 1 en 2013 au sein de l'écurie Williams et obtient ses premiers podiums l'année suivante. 
À la suite du départ inattendu de Nico Rosberg, cinq jours après l'obtention de son titre mondial, Bottas est recruté par Mercedes Grand Prix pour faire équipe avec Lewis Hamilton en 2017 ; il obtient la première victoire de sa carrière lors de son 81e départ en Formule 1, à l'arrivée du Grand Prix de Russie. L'année suivante, alors que son coéquipier obtient onze succès, il ne gagne aucun Grand Prix, puis renoue avec la victoire au départ de sa troisième saison avec Mercedes, lors de la première course du championnat 2019 à Melbourne. Il est l'auteur de quatre victoires, réalise avec son coéquipier neuf doublés en 2019 et termine vice-champion du monde. Pilotant pour une quatrième saison aux côtés d'Hamilton lors du championnat 2020, il est au mois d'août, reconduit chez Mercedes pour l'exercice suivant et termine vice-champion du monde pour une seconde fois consécutive. Le 6 septembre 2021, l'écurie Alfa Romeo annonce qu'elle engage Valtteri Bottas à partir de la saison 2022, pour « plusieurs années ». Non-retenu par cette même équipe, rebaptisée Sauber, à l'issue de la saison 2024, il retrouve Mercedes dans le rôle de pilote-essayeur réserviste pour la saison 2025.

## Biographie

### Débuts en sport automobile

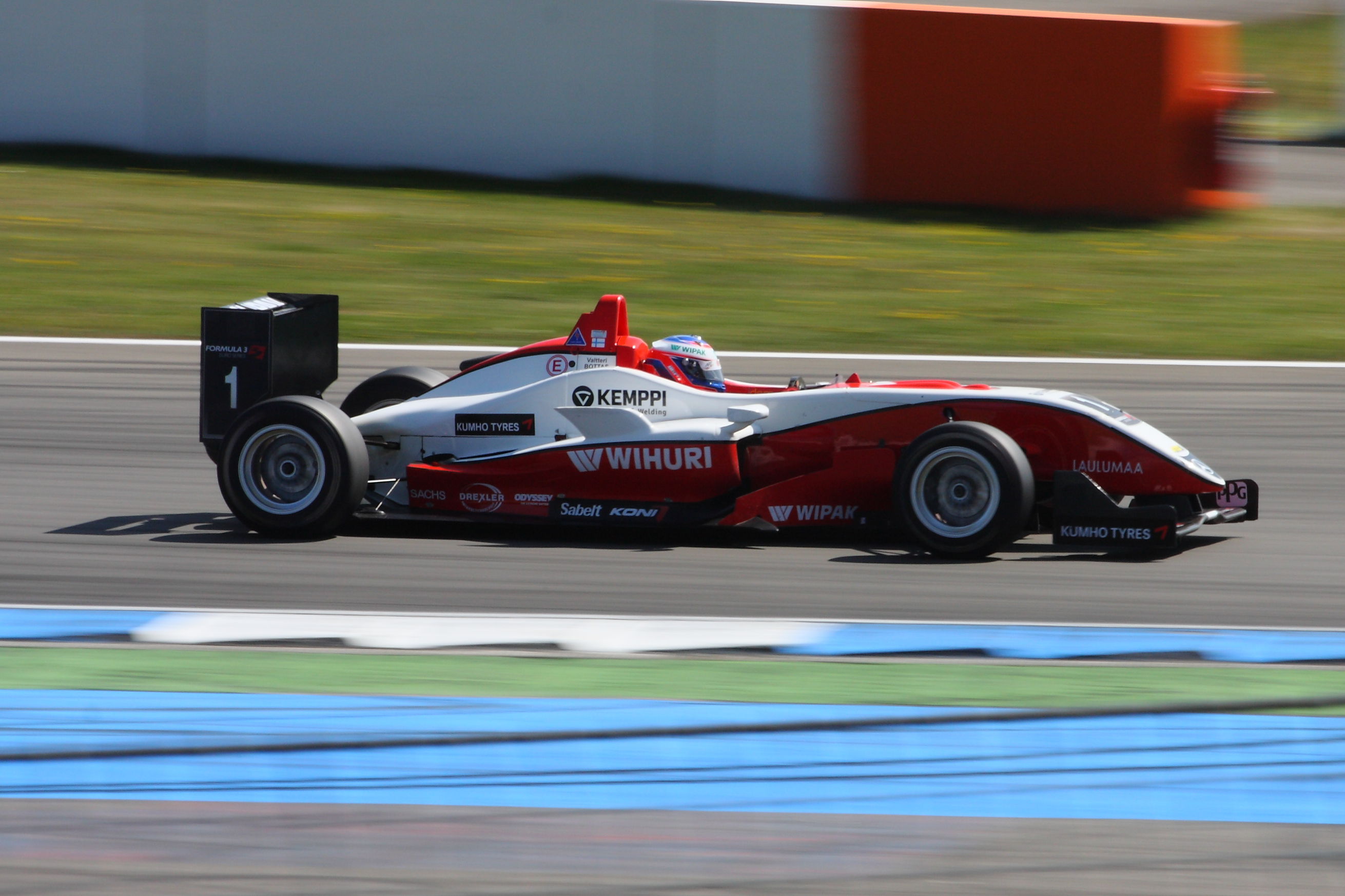
Valtteri Bottas en Formule 3 Euro Series en 2010.

Valtteri Bottas commence le karting à l'âge de six ans et, pendant onze ans, gagne de nombreuses compétitions de kart (dont les WSK - International Series en 2000). Après deux années en Formule Renault en 2007 et 2008, il signe en 2009 avec l'écurie ART Grand Prix pour courir en Formule 3. Il est alors managé par Toto Wolff, Mika Häkkinen et Didier Coton.
L'année suivante, il est engagé en tant que troisième pilote par l'écurie de Formule 1 Williams F1 Team. Le 6 juin 2010, en remportant pour la seconde fois les Masters de Formule 3, Bottas devient le premier pilote à réaliser le doublé (2009-2010) au cours des vingt ans d'histoire de la course.
Le 10 septembre 2011, à Monza, il remporte le titre de GP3 Series en gagnant la dernière course. En 2012, il est nommé troisième pilote de Williams F1 Team et effectue quatorze séances d'essais libres en remplaçant Bruno Senna et, en novembre 2012, Williams annonce que Bottas le remplacera en 2013.

### 2013: début en Formule 1 avec Williams

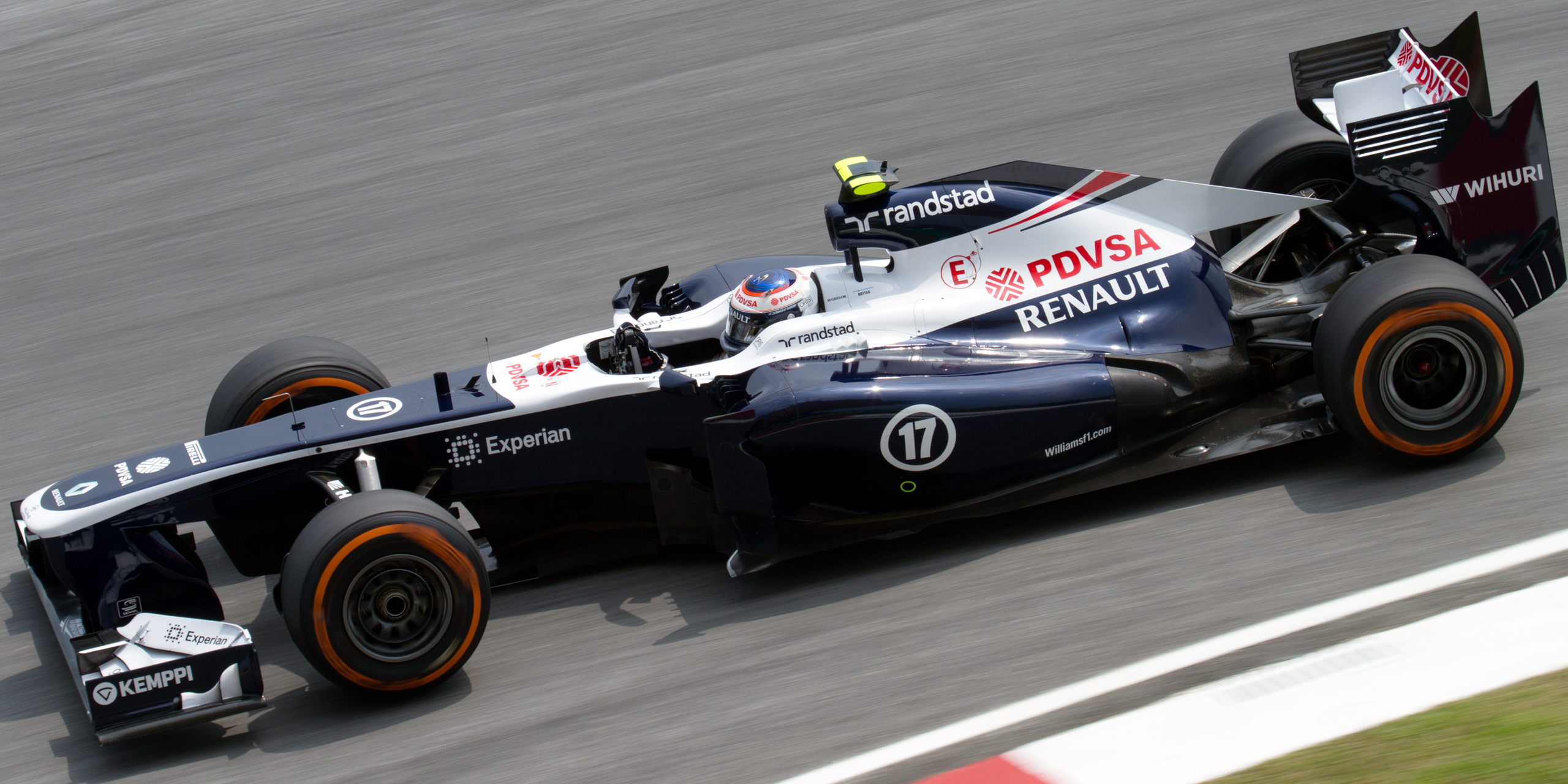
Bottas durant les essais du Grand Prix de Malaisie 2013.

Pour ses débuts, Bottas se montre régulier, termine ses neuf premières courses, le plus souvent devant son coéquipier Pastor Maldonado. Il est tout proche de marquer ses premiers points dès le deuxième Grand Prix, en Malaisie, terminant juste derrière le dixième de la course, Jean-Éric Vergne. Bottas se distingue ensuite lors des qualifications du Grand Prix du Canada, où il réalise sa meilleure qualification en se classant en troisième position derrière Sebastian Vettel et Lewis Hamilton. Il n'arrive cependant pas à concrétiser cette bonne performance en course, ne terminant qu'à la quatorzième place.
Il abandonne pour la première fois de la saison lors du Grand Prix de Hongrie à la suite d'une panne hydraulique. Il faut attendre l'avant dernier Grand Prix de la saison, aux États-Unis, pour qu'il marque ses premiers points, terminant la course à la huitième place. Lors du dernier Grand Prix de la saison, au Brésil, Bottas est percuté par Lewis Hamilton vers la mi-course et abandonne pour la seconde fois de la saison. Avec quatre points, il se classe dix-septième du championnat, devant Maldonado, dix-huitième avec un point. En novembre, il est prolongé pour 2014 où il épaule Felipe Massa, Pastor Maldonado étant parti chez Lotus.

### 2014: premiers podiums en Formule 1

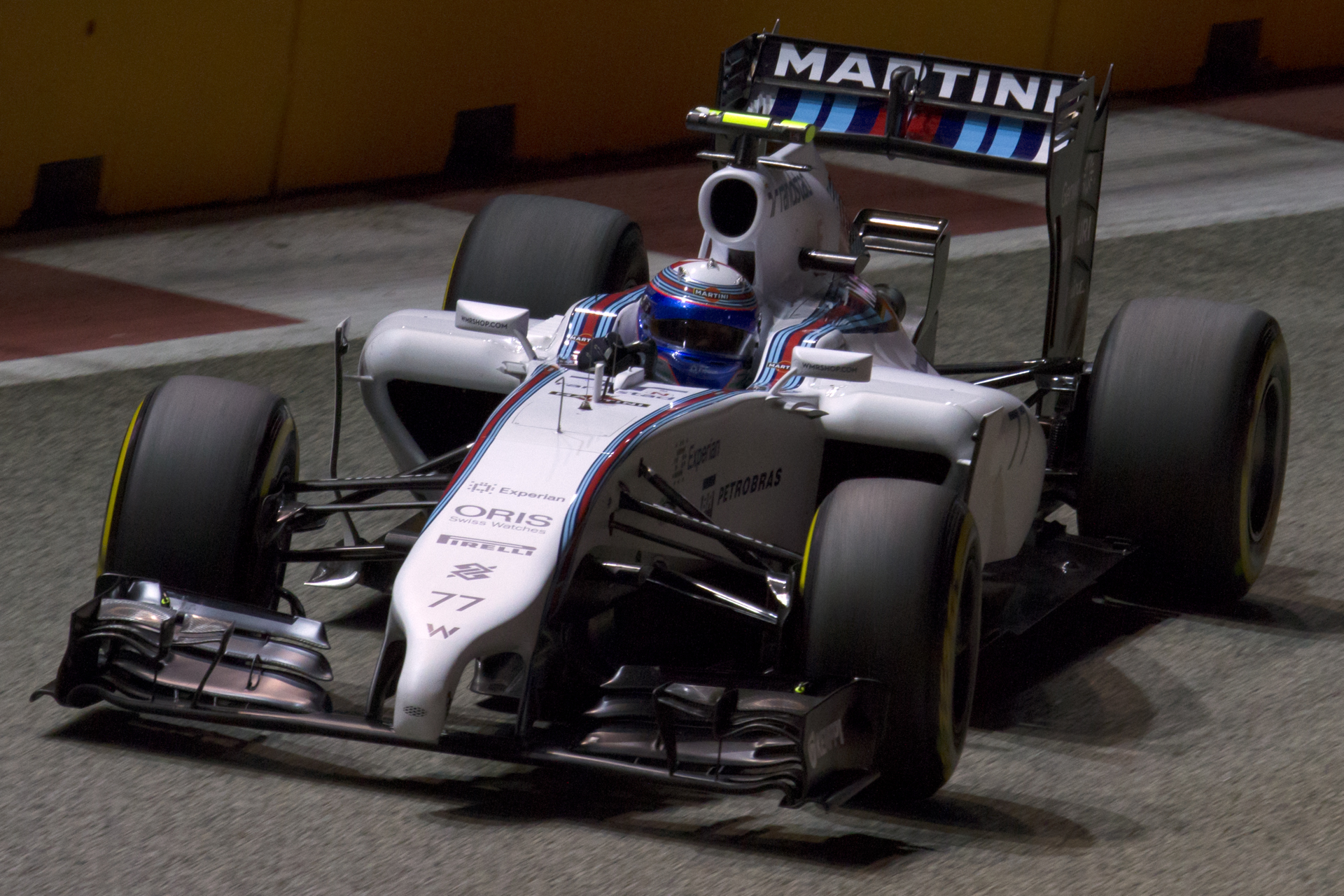
Valtteri Bottas lors du Grand Prix de Singapour 2014.

Avant le début de la saison, Valtteri Bottas indique qu'il choisit le no 77 comme numéro permanent en Formule 1 afin de pouvoir communiquer avec un graphisme leet speak « Val77eri Bo77as »,,,,. Lors du premier Grand Prix de la saison, à Melbourne, Valtteri Bottas termine cinquième malgré une crevaison vers la mi-course. Avec dix points marqués dès ce premier Grand Prix, lui et son écurie font déjà mieux que sur la totalité de la saison 2013. En Malaisie, il se classe huitième derrière Felipe Massa qui refuse de le laisser passer malgré les consignes d'équipe. Il termine à la même position à Bahreïn puis septième en Chine et cinquième en Espagne ; il pointe à la septième place du championnat avec 34 points. Il abandonne à Monaco à cause d'une panne de moteur. Au Grand Prix du Canada, il termine septième grâce aux nombreux abandons en tête de course. Deux semaines plus tard, en Autriche, il réalise la meilleure qualification de sa carrière en se classant en première ligne derrière son coéquipier Massa en pole position. En course, une meilleure stratégie de gestion des arrêts au stand permet aux Mercedes de réaliser un nouveau doublé devant les Williams ; Bottas monte néanmoins sur son premier podium en Formule 1, devant son coéquipier, obtenant le premier podium de Williams depuis plus de deux ans.
Lors du Grand Prix suivant, en Grande-Bretagne, il s'élance de la quatorzième position à cause d'une averse qui l'a piégé à la fin des qualifications. Cependant, après une course solide, il termine deuxième, améliorant son meilleur résultat obtenu deux semaines plus tôt. Au Grand Prix d'Allemagne, parti de la deuxième place, il résiste au retour de Lewis Hamilton pendant les dix derniers tours, se classe à la même position à l'arrivée et  obtient son troisième podium consécutif ; il remonte à la cinquième place du championnat, avec 91 points. Au Grand Prix de Hongrie, après s'être élancé à la troisième place, Bottas termine huitième. Après la pause estivale, à Spa-Francorchamps, alors qu'il part sixième, il monte sur son quatrième podium de la saison, en terminant troisième. Troisième sur la grille à Monza, il finit quatrième derrière son coéquipier après avoir bouclé le premier tour en onzième position.
À Singapour, il roule parmi les six premiers lorsque ses pneus usés, partent en lambeaux, ce qui le fait reculer en onzième position et échouer à la porte des points. Il finit sixième au Grand Prix du Japon avant de terminer troisième derrière les Mercedes en Russie, non sans être passé près de sa première pole position. Il finit cinquième aux États-Unis puis dixième au Brésil, quand son coéquipier termine sur le podium pour son épreuve nationale, avant de remonter sur le podium à Abou Dabi où il finit troisième derrière Hamilton et Felipe Massa.
Quatrième du championnat du monde avec six podiums et 186 points, il fait mieux qu'en 2013.

### 2015-2016: dernières saisons chez Williams

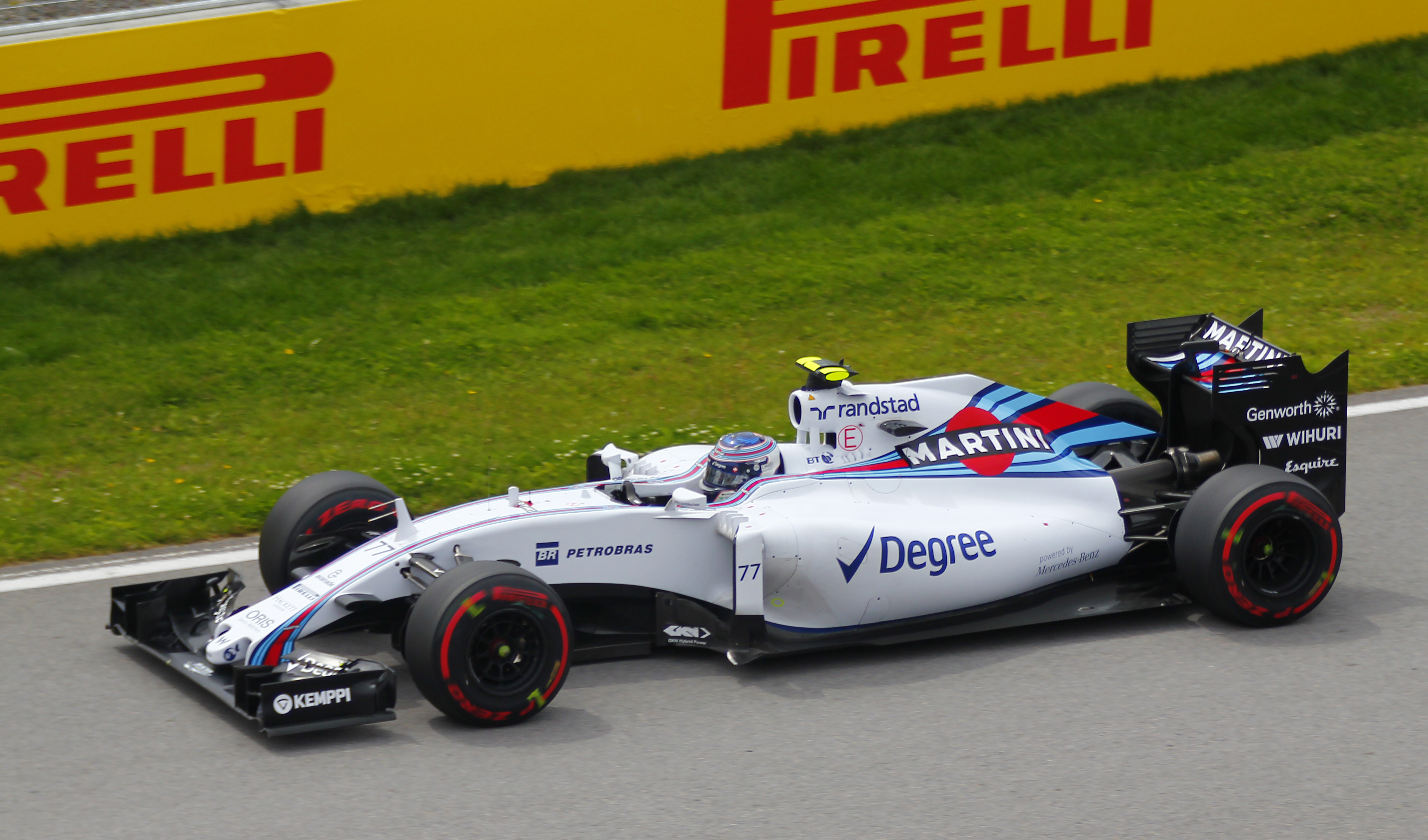
Valtteri Bottas au Grand Prix du Canada 2015.

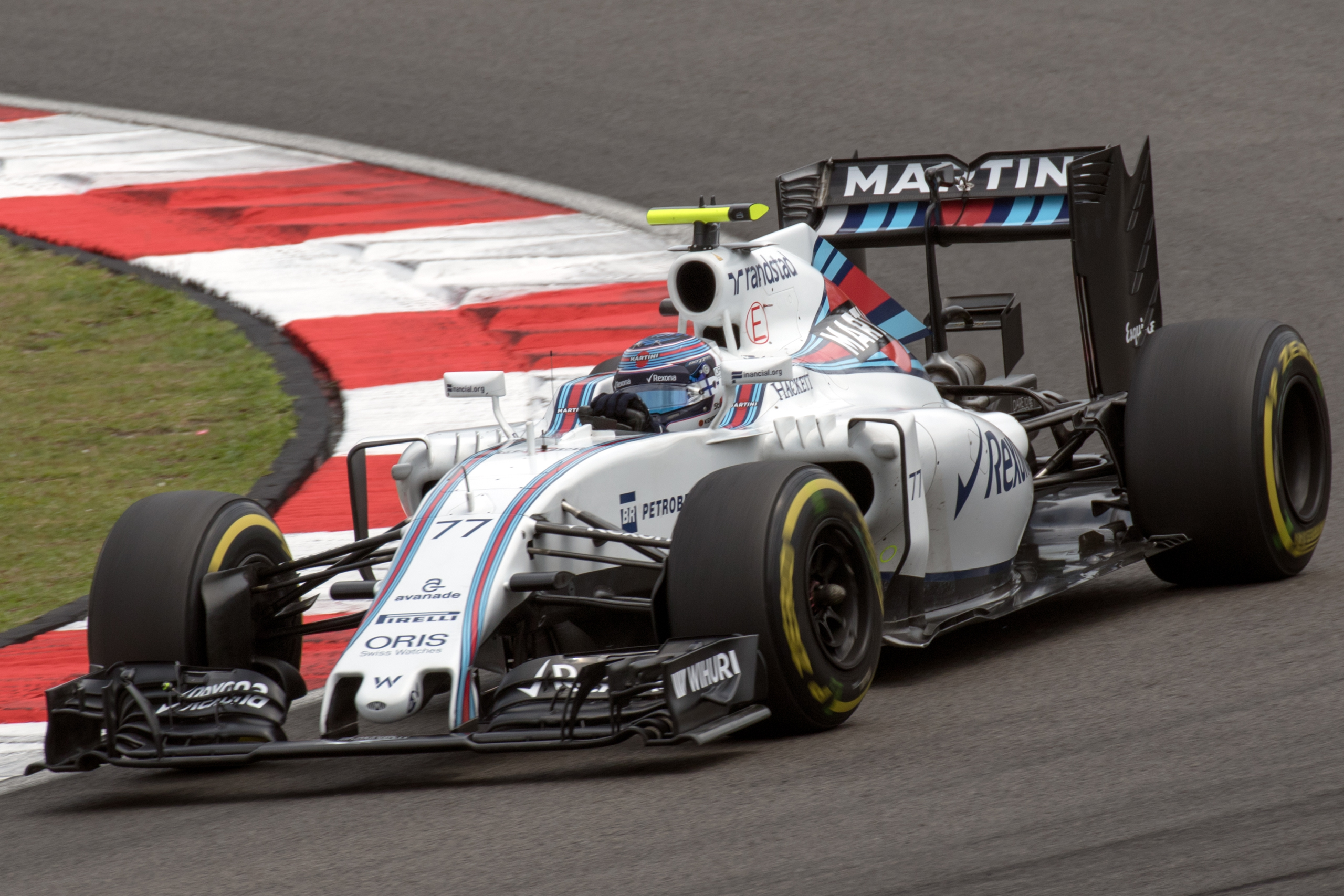
Valtteri Bottas au Grand Prix de Malaisie 2016.

Toujours chez Williams Martini Racing avec Felipe Massa, le Finlandais pilote la Williams FW37 qui se révèle légèrement moins performante que sa devancière. Il ne participe pas au premier Grand Prix de la saison, à cause de problèmes au dos dus à un passage difficile sur un vibreur lors des qualifications. Il revient dès le Grand Prix de Malaisie qu'il termine à la cinquième place puis finit sixième en Chine et enchaîne avec deux quatrièmes places à Bahreïn et en Espagne avant de connaître un weekend monégasque difficile : il s'élance seizième et finit quatorzième. Il pointe à la cinquième place du championnat avec 42 points, aussi bien qu'en 2014.
Il monte, au Grand Prix du Canada, sur son premier podium de la saison en terminant derrière les Mercedes puis finit cinquième en Autriche et en Grande-Bretagne. Lors de l'épreuve britannique, il prend, comme son coéquipier Massa, un meilleur envol que les Mercedes et se place deuxième, derrière le Brésilien en début de course ; l'équipe gère mal les arrêts aux stands et opte de plus pour une moins bonne stratégie que les Flèches d'Argent, ce qui leur coûte le doublé. Après neuf Grands Prix, Bottas est quatrième du championnat avec 77 points.
Une treizième place hongroise précède une neuvième place en Belgique, qui le fait rétrograder à la sixième place. Lors des trois Grands Prix suivants, le Finlandais se classe parmi les cinq premiers et remonte à la cinquième place avec 111 points après le Japon.
En Russie, dans les derniers tours, en duel avec son compatriote Kimi Räikkönen pour le podium, ils s'accrochent, causant le premier abandon de Bottas depuis 28 Grands Prix. Il subit un deuxième abandon consécutif à Austin, sur suspension cassée, avant de monter pour la deuxième fois de la saison sur le podium à l'occasion du Grand Prix du Mexique, marqué par un nouvel accrochage accident dans le dernier tour avec Kimi Räikkönen, alors qu'ils étaient à nouveau en lutte pour la troisième place,. Il termine le Grand Prix du Brésil à la cinquième place puis conclut le dernier Grand Prix, à Abou Dabi, à la treizième place. Il se classe cinquième du championnat des pilotes, avec deux podiums et 136 points.
L'année suivante, Bottas ne peut faire mieux que huitième lors des trois premiers Grands Prix. En Russie et en Espagne, il termine quatrième et cinquième et remonte à la huitième place du championnat, avec 29 points. Un score vierge à Monaco est suivi par une troisième place au Canada, son premier podium de la saison. Bottas et Williams rentrent ensuite dans le rang et, sur les quatorze Grands Prix restants, seules les sixièmes places en Europe et en Italie et la cinquième place en Malaisie sont notables. Au volant d'une voiture sur le déclin, Bottas n'obtient qu'un seul podium et se classe huitième du championnat avec 85 points, devançant pour la troisième fois en trois années de collaboration son coéquipier Felipe Massa.

### 2017: transfert chez Mercedes et premières victoires

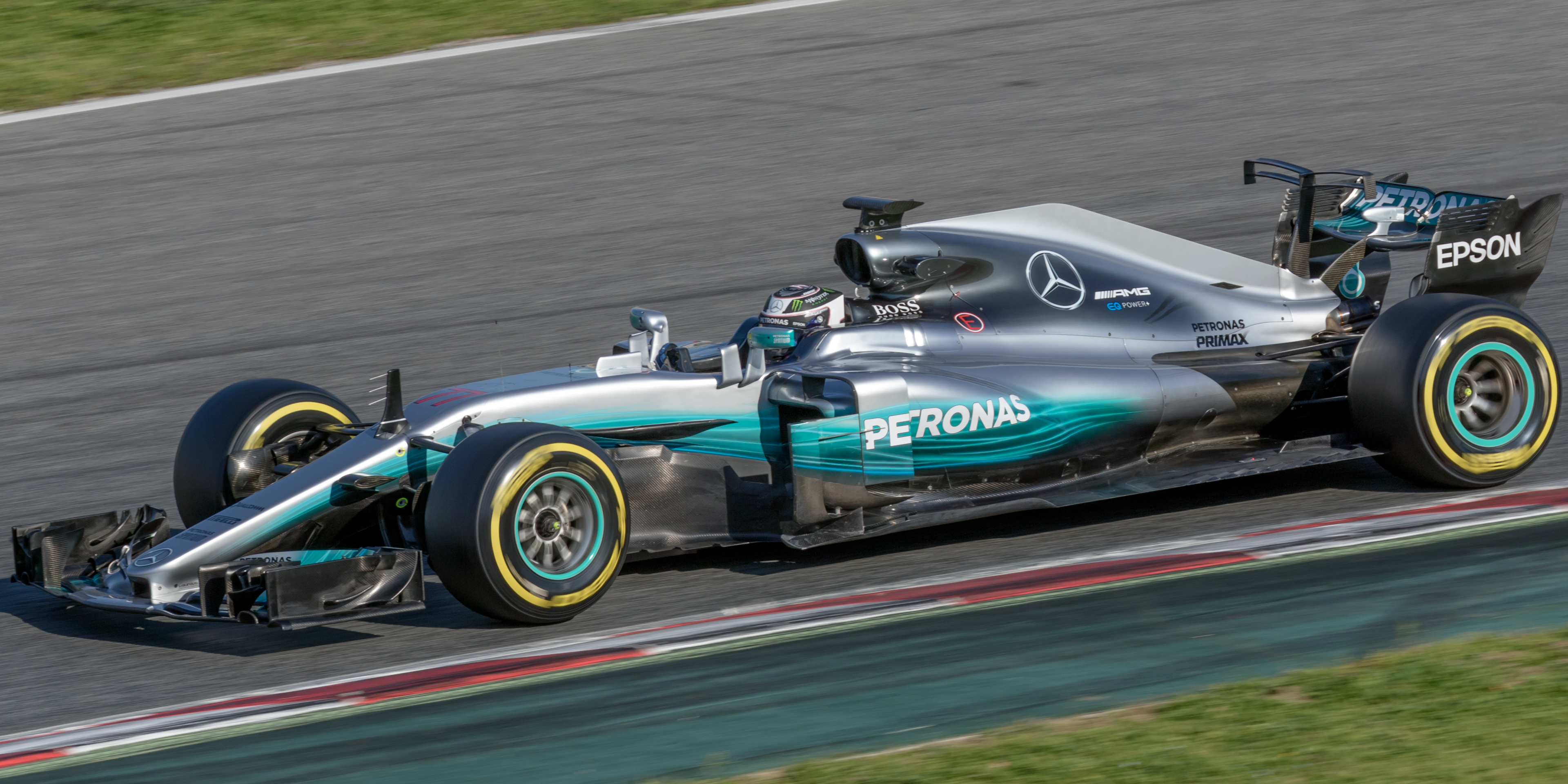
Bottas au volant de la F1 W08 aux essais de Barcelone.

Pour remplacer Nico Rosberg, qui a créé la surprise en annonçant son départ à la retraite avec effet immédiat seulement cinq jours après l'obtention de son titre mondial, Mercedes Grand Prix choisit Valtteri Bottas. Son recrutement pour faire équipe avec Lewis Hamilton en 2017 est officialisé le 16 janvier, en même temps que l'annonce du retour de Felipe Massa chez Williams alors que le Brésilien avait, dans un premier temps, décidé de quitter la Formule 1. Bottas déclare : « C'est énorme de conduire une Flèche d'Argent cette année. Je ne peux plus attendre de pouvoir travailler avec eux. Mon but sera, dès la première course, de prendre tous les points disponibles et je garantis que je donnerai tout. Je veux remercier Toto Wolff et tout le monde chez Mercedes et Daimler pour cette opportunité. C'est ma cinquième saison en Formule 1, j'ai eu neuf podiums avec Williams mais il me manque toujours ma première victoire, ce sera donc ma première mission. »
Au Grand Prix d'Australie, pour l'ouverture de la saison, Valtteri Bottas obtient son premier podium pour Mercedes en terminant troisième. En Chine, il se qualifie troisième sur la grille. Le lendemain, il évolue aux avant-postes mais part en tête-à-queue à la mi-course et termine sixième. Au Grand Prix de Bahreïn, il réalise la première pole position de sa carrière, devant son coéquipier Lewis Hamilton. Il termine troisième, derrière Vettel et Hamilton.

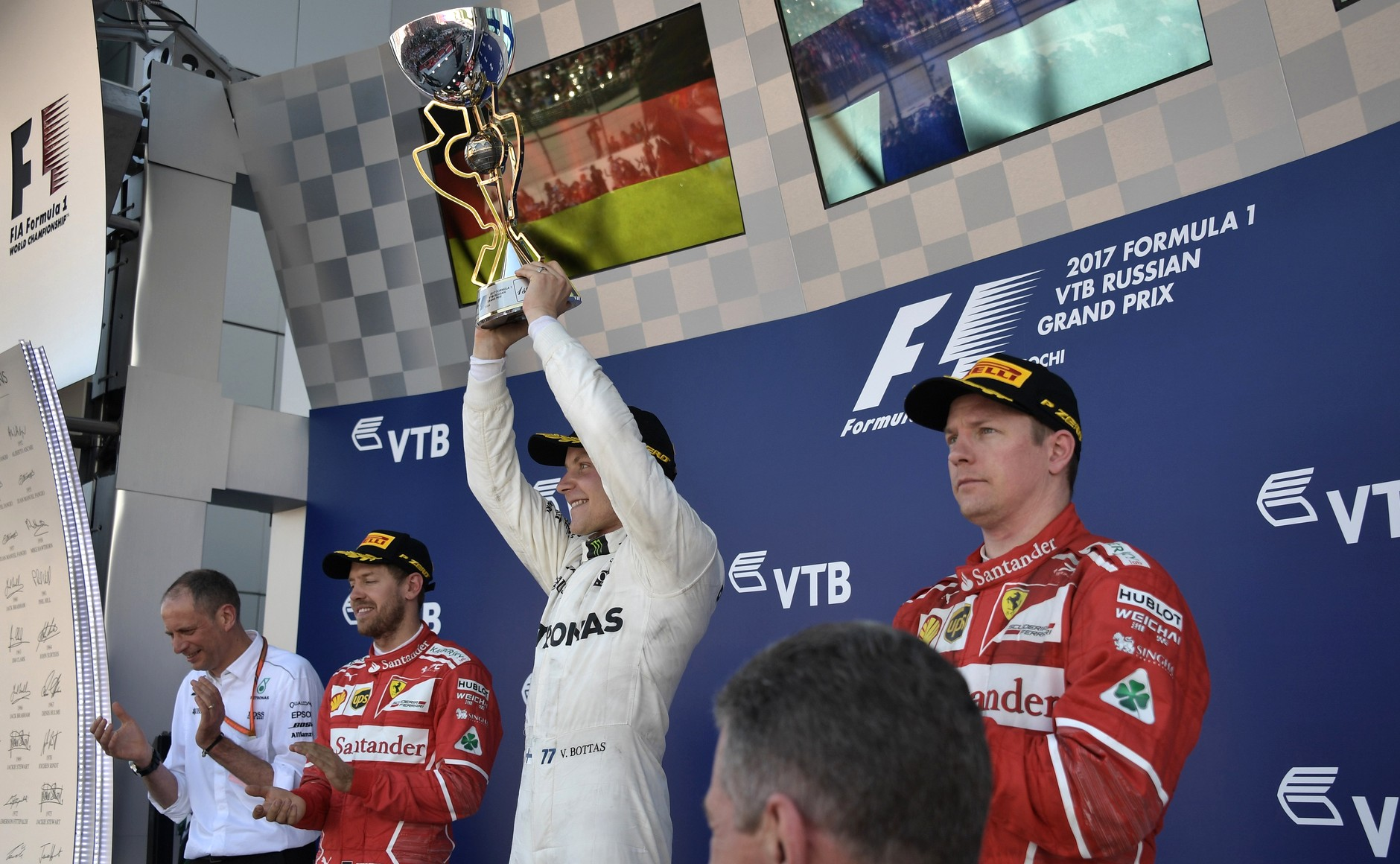
Le podium du Grand Prix de Russie 2017.

En Russie, alors qu'il est troisième sur la grille de départ derrière les Ferrari de Vettel et Räikkönen, il prend la tête de la course dès le premier virage et remporte sa première victoire, après 81 départs en Formule 1. Lors du Grand Prix d'Espagne qui marque le début de la saison européenne, il abandonne pour la première fois de la saison sur casse moteur. À Monaco, qualifié en troisième position, il termine quatrième après avoir été dépassé par Daniel Ricciardo qui avait repoussé son arrêt au stand. Lors du Grand Prix d'Azerbaïdjan, il se qualifie en deuxième position mais, après un accrochage avec Kimi Räikkönen dans le premier tour, il repart dernier avec un tour de retard ; il remonte durant toute la course pour terminer deuxième.
En Autriche, il obtient sa deuxième pole position en devançant la Ferrari de Sebastian Vettel. Il concrétise le lendemain en réussissant un départ qu'il qualifie de « départ de sa vie » et en menant la course de bout en bout pour remporter son deuxième Grand Prix. Il monte sur la deuxième marche du podium du Grand Prix de Grande-Bretagne et se classe troisième en Hongrie. Il remporte sa troisième victoire lors du dernier Grand Prix de la saison, à Abou Dabi, devant son coéquipier Lewis Hamilton.

### 2018: saison difficile avec Mercedes

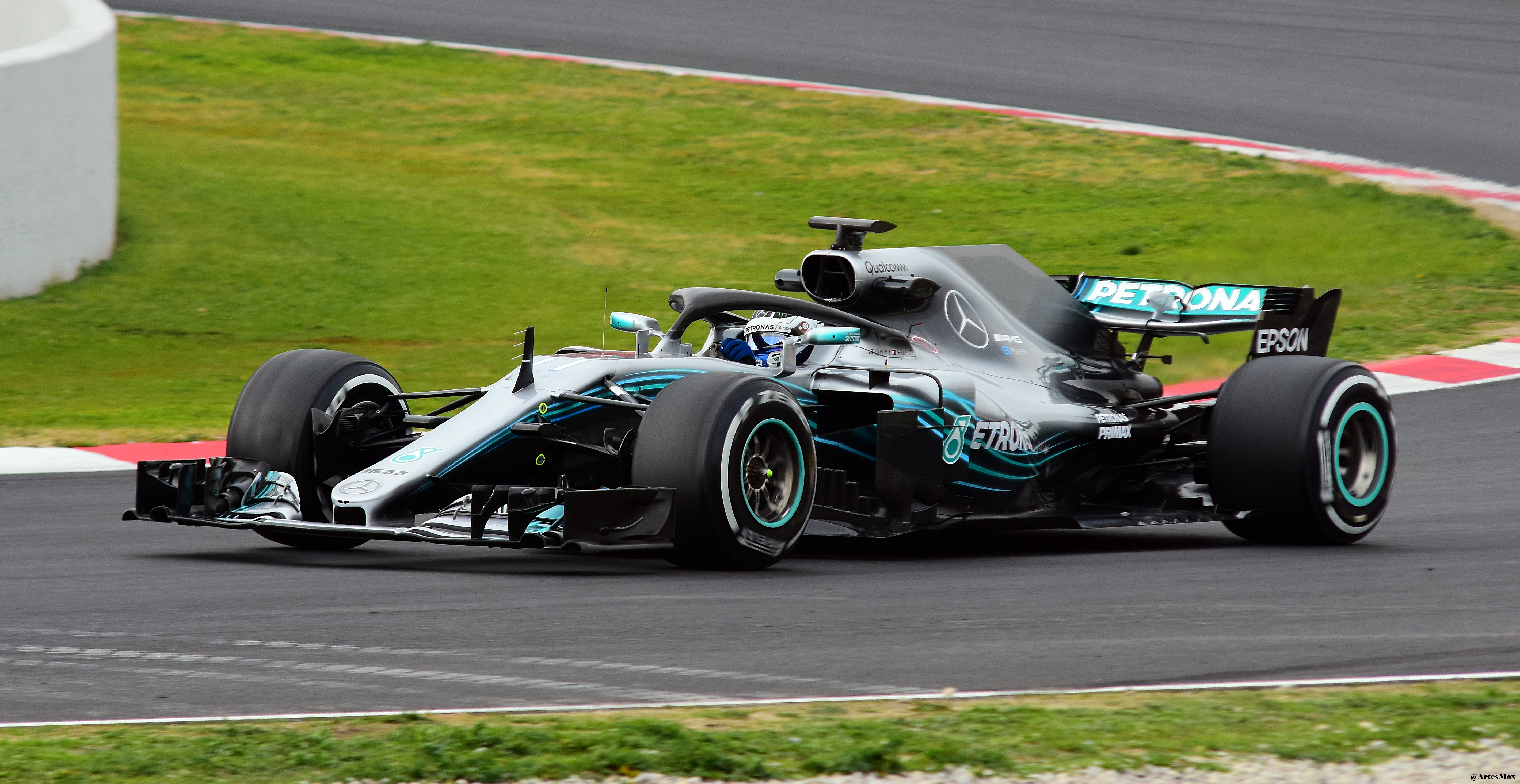
Valtteri Bottas, lors des essais hivernaux de Barcelone, avec la Mercedes-AMG F1 W09 EQ Power+

La saison 2018 commence mal pour le Finlandais, victime d'un accident lors des qualifications du Grand Prix d'Australie, qui s'élance quinzième à cause d'une pénalité. Il termine en huitième position derrière Nico Hülkenberg. Lors de la course suivante, à Bahreïn, il monte sur la deuxième marche du podium, derrière Vettel et devant son coéquipier. Le Grand Prix suivant le voit à nouveau terminer deuxième, devant Kimi Räikkönen. Au Grand Prix d'Azerbaïdjan, alors que la victoire lui semble promise, il roule sur un débris, crève à l'arrière droit et chute au classement ; il est classé quatorzième.
Le Finlandais se classe ensuite deuxième en Espagne, cinquième à Monaco, à nouveau deuxième au Canada puis septième lors du Grand Prix de France après une crevaison au départ due à un contact avec Sebastian Vettel. Il obtient la pole position à deux reprises durant la saison, sans les convertir en victoire : en Autriche, il abandonne au treizième tour sur un problème hydraulique et au Japon, il termine deuxième.
Le 20 juillet 2018, son écurie Mercedes Grand Prix le prolonge jusqu'à la fin de la saison 2019, toujours aux côtés de Lewis Hamilton. À l'issue de la saison, Bottas se classe cinquième du championnat avec 247 points.

### 2019-2020: vice-champion du monde
Lors du premier Grand Prix de la saison à Melbourne, Valtteri Bottas se qualifie en deuxième position derrière son coéquipier. Il prend la tête de la course au départ puis creuse un important écart sur Hamilton et le reste de la concurrence, couronnant son week-end en s'attribuant à une boucle de la fin le point supplémentaire du meilleur tour en course. Vainqueur, il se montre revanchard dans son tour d'honneur en lâchant dans son casque « To whom it may concern, fuck you ! » (pour ceux que cela concerne, allez vous faire foutre !).

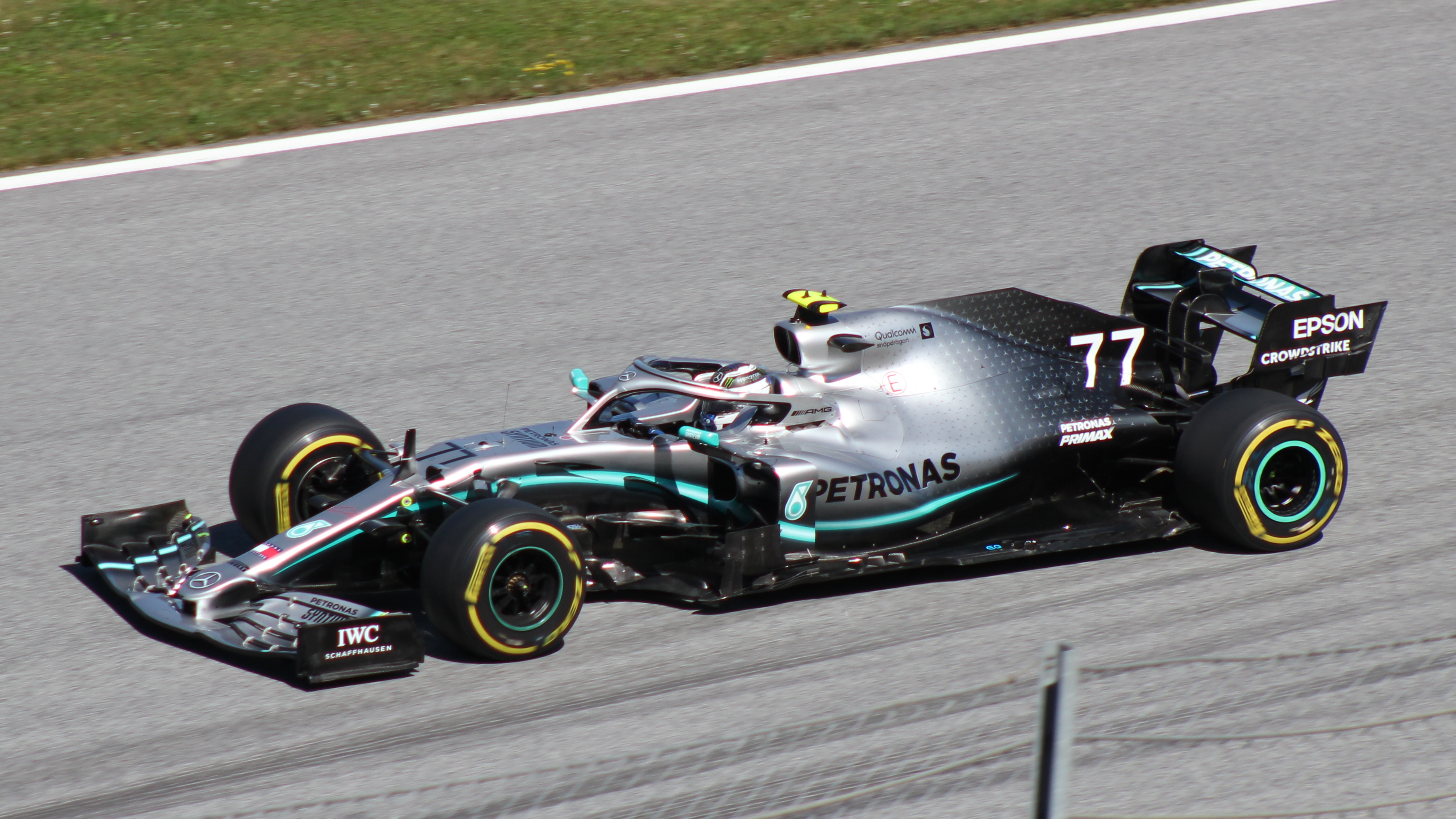
Valtteri Bottas au volant de la F1 W10 sur le Red Bull Ring

À Bahreïn, Bottas part quatrième ; en course, il profite d'une perte de puissance du moteur de Charles Leclerc et d'un tête-à-queue de Sebastian Vettel pour obtenir la deuxième place. En Chine, il réalise la septième pole position de sa carrière et termine deuxième. Au Grand Prix d'Azerbaïdjan, il réalise la pole position, remporte la course devant son coéquipier et reprend la tête du championnat du monde. En Espagne, parti de la pole position, il termine deuxième sans inquiéter son coéquipier, vainqueur. À Monaco, il récupère la troisième place après la pénalisation de Max Verstappen. Sixième des qualifications au Canada, il se classe quatrième et obtient le point du meilleur tour en course. À Silverstone, Bottas réalise la pole position avec 6 millièmes de seconde d'avance sur son coéquipier ; il termine second de la course, derrière Hamilton. Il détruit sa W10 au 56e tour du Grand Prix d'Allemagne dans des conditions climatiques difficiles et subit donc son premier abandon de la saison avant de se classer septième en Hongrie après une touchette au premier tour de la course.
Le 29 août 2019, Mercedes Grand Prix annonce que Valtteri Bottas est reconduit pour une quatrième saison aux côtés de Lewis Hamilton pour le championnat du monde 2020.
Pour la seconde partie de la saison, lors du Grand Prix de Belgique et du Grand Prix  d'Italie, il termine sur le podium aux troisième puis deuxième places. À Singapour, il termine cinquième. En Russie, profitant de l'abandon de Sebastian Vettel et de la mauvaise stratégie de Charles Leclerc, il termine second, derrière son coéquipier. Au Japon, grâce à un meilleur départ que Vettel, il prend la tête de la course et remporte l'épreuve. Au Mexique, il monte sur la troisième marche du podium. Aux États-Unis, il obtient la onzième pole position de sa carrière et remporte la course. Les deux dernières courses sont plus compliquées ; en effet, au Brésil, il abandonne sur casse moteur et, à Abou Dabi, parti dernier à cause d'une pénalité moteur, il ne peut faire mieux que quatrième. Valtteri Bottas est vice-champion du monde avec 326 points, le meilleur résultat de sa carrière.

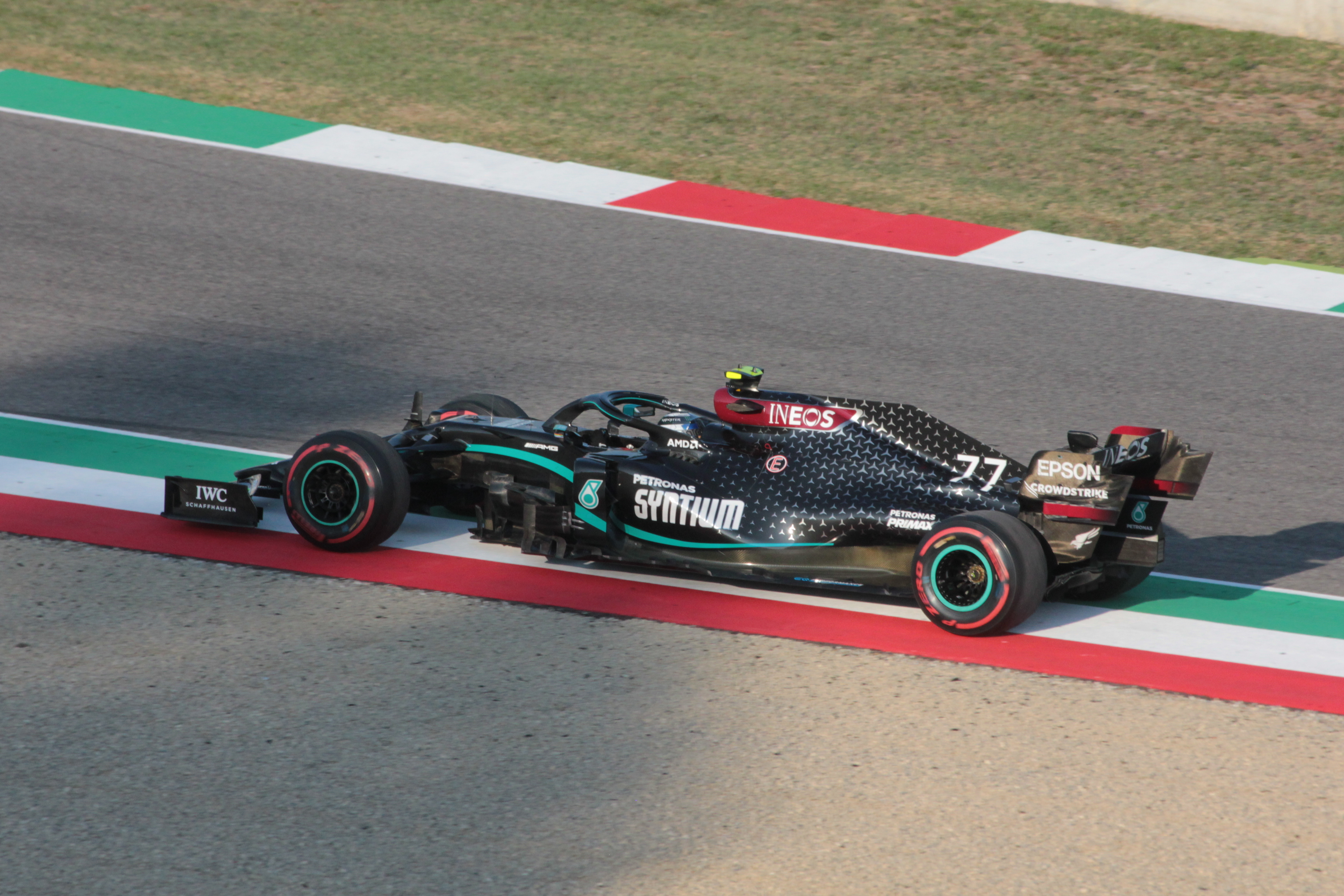
Valtteri Bottas, avec la Mercedes-AMG F1 W11, lors du Grand Prix automobile de Toscane 2020

Pour sa quatrième saison chez Mercedes, Valtteri Bottas réalise sa douzième pole position de sa carrière lors du Grand Prix d'Autriche ; leader de la course durant sa totalité il remporte la huitième victoire de sa carrière. Une semaine plus tard, sur le même circuit, pour le Grand Prix de Styrie, parti quatrième, il prend un bon départ et termine à la deuxième. En Hongrie, parti deuxième derrière son coéquipier Lewis Hamilton, il se classe troisième. Lors du Grand Prix de Grande-Bretagne, après avoir roulé en deuxième position à moins de deux secondes d'Hamilton durant toute la course, il est victime d'une crevaison à deux tours du but et termine hors des points.
Juste avant la deuxième épreuve de Silverstone, Mercedes le reconduit pour une cinquième saison. Dominé par Lewis Hamilton (huit pole positions contre deux et six victoires à une), Bottas remporte, à Sotchi, sa neuvième victoire ; troisième sur la grille, il profite de la pénalité de dix secondes que son coéquipier purge en course (pour avoir procédé à des essais de départ hors de la zone autorisée) pour prendre la tête de l'épreuve, réaliser le meilleur tour en course et réduire son retard à 44 points sur Hamilton. Au Grand Prix de l'Eifel, Bottas obtient la quatorzième pole position de sa carrière ; en course, lorsqu'il bloque ses pneus, il est dépassé par Hamilton puis abandonne à cause d'un problème moteur.
Au Portugal, Bottas, second pendant la majeure partie de la course et termine derrière son coéquipier. Au Grand Prix d'Émilie-Romagne, lil obtient sa quinzième pole position mais, en difficulté à cause d'un châssis abîmé qui nuit à l'aérodynamique de sa monoplace, termine second. En Turquie, avec des conditions très pluvieuse en qualifications, il part neuvième ; après six tête-à-queue, il termine quatorzième de l'épreuve.
À Bahreïn, Bottas part deuxième ; il réalise une performance anonyme en course et se classe huitième. Une semaine plus tard, a Sakhir, le Finlandais obtient la pole position devant son nouveau coéquipier, George Russell, Lewis Hamilton étant positif à la Covid-19 ; en course, immédiatement doublé par le novice. Ses mécaniciens se trompent de pneumatiques lors de son arrêt au stand et il ne termine que huitième. À Abou Dabi, il termine deuxième, derrière Max Verstappen. Valtteri Bottas termine vice-champion du monde avec 223 points, avec 124 points de retard sur avec son coéquipier Lewis Hamilton qui remporte son septième titre.

### 2021: dernière année avec Mercedes

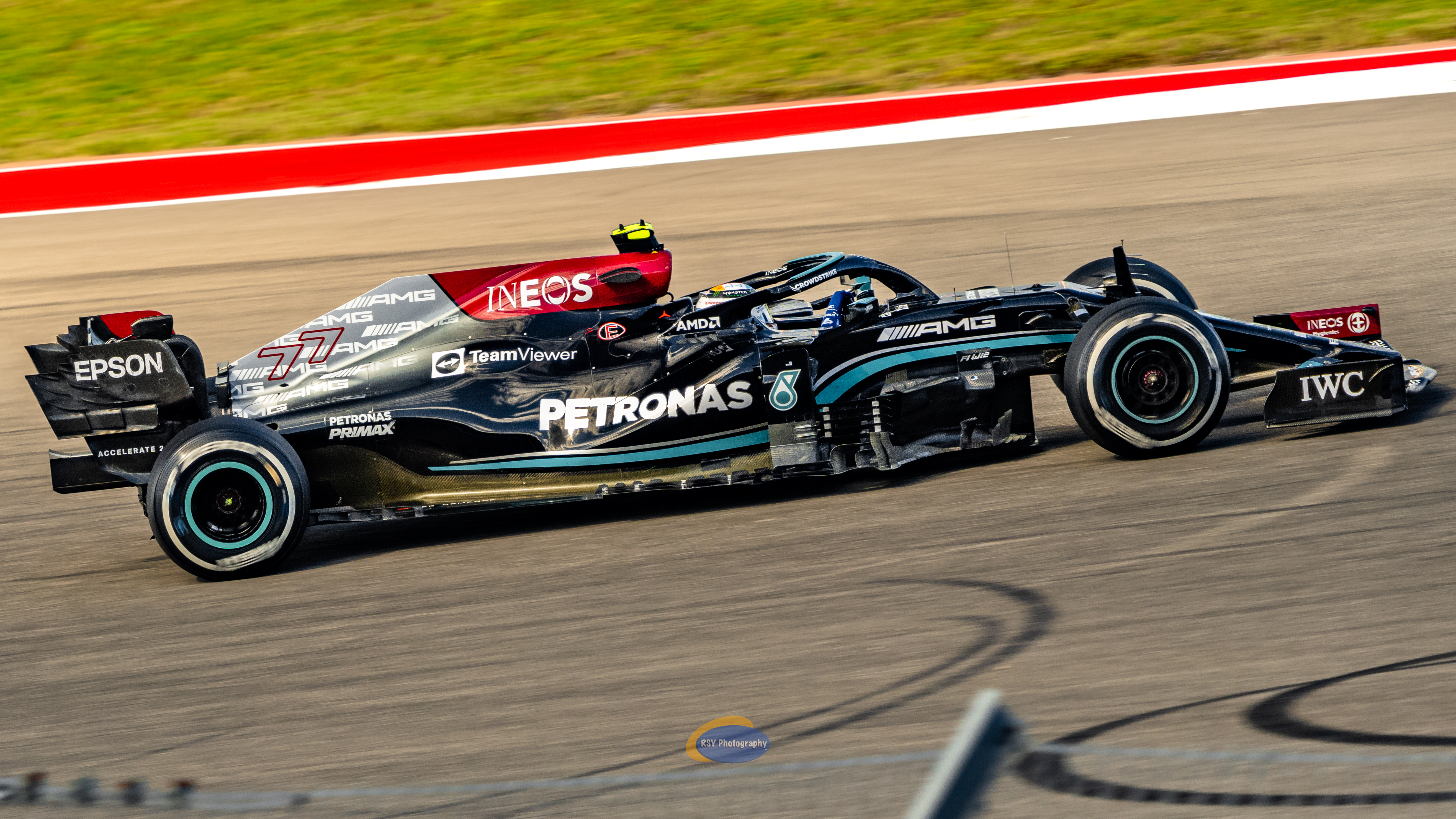
Valtteri Bottas au Grand Prix des États-Unis 2021.

Troisième des qualifications du premier Grand Prix, à Bahreïn, Valtteri Bottas termine à la même place en course à cause notamment d'un arrêt au stand trop long. Sous la pluie, lors du départ du Grand Prix de Hongrie, Bottas manque son freinage et percute plusieurs voitures dans le premier virage ; il est pénalisé d'un recul de cinq places sur la grille de départ du Grand Prix de Belgique,.
Quelques jours après que Kimi Räikkönen a fait part de sa décision de mettre fin à sa carrière au terme de la saison 2021, son équipe Alfa Romeo annonce qu'elle engage Valtteri Bottas pour plusieurs années à partir de 2022. Le Finlandais laisse sa place chez Mercedes à George Russell pour faire équipe avec Lewis Hamilton, après avoir passé cinq saisons à ses côtés et obtenu au 5 septembre 2021, neuf victoires, dix-sept pole positions et cinquante-quatre podiums, contribuant à l'obtention de quatre titres constructeurs. À la seizième manche de la saison, il obtient sur piste mouillée en Turquie sa première victoire depuis le Grand Prix de Russie 2020, palliant la pénalité infligée à son coéquipier Lewis Hamilton (un recul de dix places sur la grille de départ) contrôlant l'ensemble de la course et obtenant le deuxième hat trick de sa carrière.
Avant de quitter Mercedes pour Alfa Romeo, il obtient encore deux podiums (à São Paulo et à Djeddah), contribuant à l'obtention d'un huitième titre constructeurs consécutif de son écurie pour laquelle il a obtenu 58 podiums et dix victoires. Il termine le championnat au troisième rang avec 226 points. Sur 101 Grand prix disputés comme coéquipier de Lewis Hamilton depuis 2017, il aura atteint 101 fois la troisième phase des qualifications (Q3). Au moment de ses adieux à l'écurie allemande, il reconnaît à propos de ses cinq saisons « Oui, j’ai vraiment l’impression que, d’une certaine manière, c’est un échec ». Il ajoute cependant : « Mais avec le recul, j’ai essayé tout ce que j’aurais pu faire. Si je pouvais remonter le temps, si je pouvais revivre ces moments, je continuerais à conduire de mon mieux, comme je l’ai fait », ayant vu son coéquipier remporter quatre titres mondiaux à la suite, avant d'être battu par Max Verstappen en 2021. « Nous avons été de très bons équipiers, j’ai obtenu quelques victoires, j’ai eu beaucoup de poles, donc je dois garder ces bonnes choses avec moi. Quand je regarde en arrière, je pense que, oui, j’ai réalisé quelque chose, je n’ai peut-être pas eu le gros trophée que je me suis dit que je gagnerais quand j’avais six ans, mais quand même, on a fait quelque chose »

### 2022-2023:  deux saisons chez Alfa Romeo
Bottas, remplacé par George Russell chez Mercedes, devient titulaire chez Alfa Roméo où il a pour coéquipier le novice chinois Zhou Guanyu. Lors du Grand Prix d'Australie, s'achève son record de 103 entrées consécutives en Q3. Cinquième du Grand Prix d'Emilie-Romagne à Imola, il termine dixième du championnat avec 49 points. 
2023 est plus compliquée, il termine quinzième avec 10 points.

### 2024: dernière saison chez Sauber
Lors du Grand Prix de Bahreïn, Bottas termine dix-neuvième. À Djeddah, il termine dix-septième, devant son coéquipier. En Australie, il termine quatorzième, juste devant son coéquipier. Au Japon, il se qualifie en treizième position. Le lendemain, le Finlandais termine quatorzième. Toujours lors de la tournée asiatique, il termine douzième de la course sprint du Grand Prix de Chine. Pour la course principale, il se qualifie pour la première fois de la saison en Q3 avec une dixième position. Le dimanche, il est contraint d'abandonner au dix-neuvième tour à cause d'un problème moteur.
Après vingt-quatre courses, son meilleur résultat est une onzième place. Le 6 novembre 2024, Kick Sauber annonce son départ en fin de saison.
En décembre 2024, Mercedes officialise son retour comme troisième pilote pour 2025.

## Carrière

### Avant la Formule 1
- 2007 : Formule Renault 2.0 NEC, 3e (deux victoires)
  - Formule Renault britannique Winter Series (trois victoires)
- 2008 : Eurocup Formule Renault, champion (cinq victoires)
  - Formule Renault 2.0 NEC, champion (douze victoires)
- 2009 : F3 Euro Series, ART Grand Prix, 3e et meilleur rookie (62 points)
  - Master F3 : Vainqueur
- 2010 : F3 Euro Series, ART Grand Prix, 3e (74 points)
  - Master F3 : Vainqueur
- 2011 : GP3 Series, ART Grand Prix, champion (62 points)
- 2012 : Williams F1 Team, pilote d'essais

### Résultats en GP3 Series
| Saison | Écurie    | Courses disputées | Pole positions | Victoires | Points inscrits | Classement |
| ------ | --------- | ----------------- | -------------- | --------- | --------------- | ---------- |
| 2011   | Lotus ART | 16                | 1              | 6         | 62              | Champion   |

### Résultats en championnat du monde de Formule 1
À l'issue du Grand Prix du Brésil 2024 :
- 13 saisons en Formule 1
- 243 départs en Grands Prix
- 10 victoires
- 20 pole positions
- 19 meilleurs tours en course
- 67 podiums
- 2 hat tricks
- 728 tours en tête
- 3 826 km en tête
- 13 723 tours parcourus
- 69 212 km parcourus
- 1797 points marqués
- 26 abandons
- 103 entrées consécutives dans le Top 10 des Qualifications (Q3)[32]
- Débuts en Formule 1 : le 17 mars 2013 au Grand Prix d'Australie, sur le circuit de l'Albert Park.
- Première victoire : le 30 avril 2017 au Grand Prix de Russie, sur l'Autodrome de Sotchi.
- Première pole position : le 15 avril 2017 au Grand Prix de Bahreïn, sur le circuit de Sakhir .

| Saison | Écurie                           | Châssis                            | Moteur                    | Pneus   | GP disputés | Pole Positions | Victoires | Meilleurs tours | Podiums | Dans les points | Abandons | Points inscrits | Classement |
| ------ | -------------------------------- | ---------------------------------- | ------------------------- | ------- | ----------- | -------------- | --------- | --------------- | ------- | --------------- | -------- | --------------- | ---------- |
| 2013   | Williams F1 Team                 | Williams FW35                      | Renault V8                | Pirelli | 19          | 0              | 0         | 0               | 0       | 1               | 2        | 4               | 17e        |
| 2014   | Williams Martini Racing          | Williams FW36                      | Mercedes V6 turbo hybride | Pirelli | 19          | 0              | 0         | 1               | 6       | 17              | 1        | 186             | 4e         |
| 2015   | Williams Martini Racing          | Williams FW37                      | Mercedes V6 turbo hybride | Pirelli | 18          | 0              | 0         | 0               | 2       | 13              | 2        | 136             | 5e         |
| 2016   | Williams Martini Racing          | Williams FW38                      | Mercedes V6 turbo hybride | Pirelli | 21          | 0              | 0         | 0               | 1       | 15              | 2        | 85              | 8e         |
| 2017   | Mercedes AMG Petronas Motorsport | Mercedes AMG F1 W08 EQ Power+      | Mercedes V6 turbo hybride | Pirelli | 20          | 4              | 3         | 2               | 13      | 19              | 1        | 305             | 3e         |
| 2018   | Mercedes AMG Petronas Motorsport | Mercedes-AMG F1 W09 EQ Power+      | Mercedes V6 turbo hybride | Pirelli | 21          | 2              | 0         | 7               | 8       | 19              | 2        | 247             | 5e         |
| 2019   | Mercedes AMG Petronas Motorsport | Mercedes-AMG F1 W10 EQ Power+      | Mercedes V6 turbo hybride | Pirelli | 21          | 5              | 4         | 2               | 15      | 19              | 2        | 326             | 2e         |
| 2020   | Mercedes AMG Petronas F1 Team    | Mercedes-AMG F1 W11 EQ Performance | Mercedes V6 turbo hybride | Pirelli | 17          | 5              | 2         | 3               | 11      | 14              | 1        | 223             | 2e         |
| 2021   | Mercedes AMG Petronas F1 Team    | Mercedes-AMG F1 W12 E Performance  | Mercedes V6 turbo hybride | Pirelli | 22          | 4              | 1         | 4               | 11      | 15              | 4        | 226             | 3e         |
| 2022   | Alfa Romeo F1 Team Orlen         | Alfa Romeo C42                     | Ferrari V6 turbo hybride  | Pirelli | 22          | 0              | 0         | 0               | 0       | 9               | 6        | 49              | 10e        |
| 2023   | Alfa Romeo F1 Team Stake         | Alfa Romeo C43                     | Ferrari V6 turbo hybride  | Pirelli | 22          | 0              | 0         | 0               | 0       | 4               | 3        | 10              | 15e        |
| 2024   | Stake F1 Team                    | Kick Sauber C44                    | Ferrari V6 turbo hybride  | Pirelli | 24          | 0              | 0         | 0               | 0       | 0               | 2        | 0               | 22e        |
|        | Total                            |                                    |                           |         | 246         | 20             | 10        | 19              | 67      | 145             | 28       | 1797            |            |

| Saison        | Écurie                           | Châssis                            | Moteur                                       | Pneus | 1         | 2        | 3      | 4      | 5        | 6        | 7      | 8      | 9        | 10       | 11       | 12     | 13       | 14       | 15       | 16       | 17     | 18     | 19       | 20       | 21       | 22     | 23     | 24       | Classement | Points inscrits |
| ------------- | -------------------------------- | ---------------------------------- | -------------------------------------------- | ----- | --------- | -------- | ------ | ------ | -------- | -------- | ------ | ------ | -------- | -------- | -------- | ------ | -------- | -------- | -------- | -------- | ------ | ------ | -------- | -------- | -------- | ------ | ------ | -------- | ---------- | --------------- |
| 2013          | Williams F1 Team                 | Williams FW35                      | Renault V8 RS27-2013                         | P     | AUS 14    | MAL 11   | CHI 13 | BAH 14 | ESP 16   | MON 12   | CAN 14 | GBR 12 | ALL 16   | HON Abd. | BEL 15   | ITA 15 | SIN 13   | JPN 13   | COR 12   | IND 16   | ABD 15 | USA 8  | BRE Abd. |          |          |        |        |          | 17e        | 4               |
| 2014          | Williams Martini Racing          | Williams FW36                      | Mercedes V6 turbo hybride PU106A             | P     | AUS 5     | MAL 8    | BHR 8  | CHI 7  | ESP 5    | MON Abd. | CAN 7  | AUT 3  | GBR 2    | ALL 2    | HON 8    | BEL 3  | ITA 4    | SIN 11   | JPN 6    | RUS 3    | USA 5  | BRE 10 | ABU 3    |          |          |        |        |          | 4e         | 186             |
| 2015          | Williams Martini Racing          | Williams FW37                      | Mercedes V6 turbo hybride PU106B             | P     | AUS Forf. | MAL 5    | CHI 6  | BHR 4  | ESP 4    | MON 14   | CAN 3  | AUT 5  | GBR 5    | HON 13   | BEL 9    | ITA 4  | SIN 5    | JPN 5    | RUS 12   | USA Abd. | MEX 3  | BRE 5  | ABU 13   |          |          |        |        |          | 5e         | 136             |
| 2016          | Williams Martini Racing          | Williams FW38                      | Mercedes V6 turbo hybride PU106C             | P     | AUS 8     | BAH 9    | CHI 10 | RUS 4  | ESP 5    | MON 11   | CAN 3  | EUR 6  | AUT 9    | GBR 14   | HON 9    | ALL 9  | BEL 8    | ITA 6    | SIN Abd. | MAL 5    | JAP 10 | USA 16 | MEX 8    | BRÉ 11   | ABU Abd. |        |        |          | 8e         | 85              |
| 2017          | Mercedes AMG Petronas Motorsport | Mercedes AMG F1 W08 EQ Power+      | Mercedes V6 turbo hybride M08 EQ Power+      | P     | AUS 3     | CHN 6    | BHR 3  | RUS 1  | ESP Abd. | MON 4    | CAN 2  | AZE 2  | AUT 1    | GBR 2    | HON 3    | BEL 5  | ITA 2    | SIN 3    | MAL 5    | JPN 4    | USA 5  | MEX 2  | BRE 2    | ABU 1    |          |        |        |          | 3e         | 305             |
| 2018          | Mercedes AMG Petronas Motorsport | Mercedes-AMG F1 W09 EQ Power+      | Mercedes V6 turbo hybride M09 EQ Power+      | P     | AUS 8     | BAH 2    | CHN 2  | AZE 14 | ESP 2    | MON 5    | CAN 2  | FRA 7  | AUT Abd. | GBR 4    | ALL 2    | HON 5  | BEL 4    | ITA 3    | SIN 4    | RUS 2    | JAP 2  | USA 5  | MEX 5    | BRE 5    | ABU 5    |        |        |          | 5e         | 247             |
| 2019          | Mercedes AMG Petronas Motorsport | Mercedes-AMG F1 W10 EQ Power+      | Mercedes V6 turbo hybride M10 EQ Power+      | P     | AUS 1     | BAH 2    | CHN 2  | AZE 1  | ESP 2    | MON 3    | CAN 4  | FRA 2  | AUT 3    | GBR 2    | ALL Abd. | HON 8  | BEL 3    | ITA 2    | SIN 5    | RUS 2    | JPN 1  | MEX 3  | USA 1    | BRE Abd. | ABU 4    |        |        |          | 2e         | 326             |
| 2020          | Mercedes AMG Petronas F1 Team    | Mercedes-AMG F1 W11 EQ Performance | Mercedes V6 turbo hybride M11 EQ Performance | P     | AUT 1     | STY 2    | HON 3  | GBR 11 | 70e 3    | ESP 3    | BEL 2  | ITA 5  | TOS 2    | RUS 1    | EIF Abd. | POR 2  | EMI 2    | TUR 14   | BAH 8    | SAK 8    | ABU 2  |        |          |          |          |        |        |          | 2e         | 223             |
| 2021          | Mercedes AMG Petronas F1 Team    | Mercedes-AMG F1 W12 E Performance  | Mercedes V6 turbo hybride M12 E Performance  | P     | BAH 3     | EMI Abd. | POR 3  | ESP 3  | MON Abd. | AZE 12   | FRA 4  | STY 3  | AUT 2    | GBR 3    | HON Abd. | BEL 12 | P-B 3    | ITA 3    | RUS 5    | TUR 1    | USA 6  | MEX 15 | BRE 3    | QAT Abd. | ARA 3    | ABU 6  |        |          | 3e         | 226             |
| 2022          | Alfa Romeo F1 Team Orlen         | Alfa Romeo C42                     | Ferrari V6 turbo hybride Tipo 066/7          | P     | BAH 6     | SAU Abd. | AUS 8  | EMI 5  | MIA 7    | ESP 6    | MON 9  | AZE 11 | CAN 7    | GBR Abd. | AUT 11   | FRA 14 | HON Abd. | BEL Abd. | P-B Abd. | ITA 13   | SIN 11 | JAP 15 | USA Abd. | MEX 10   | SAO 9    | ABU 15 |        |          | 10e        | 49              |
| 2023          | Alfa Romeo F1 Team Stake         | Alfa Romeo C43                     | Ferrari V6 turbo hybride Tipo 066/10         | P     | BAH 8     | SAU 18   | AUS 11 | AZE 18 | MIA 13   | MON 11   | ESP 19 | CAN 10 | AUT 15   | GBR 12   | HON 12   | BEL 12 | P-B 14   | ITA 10   | SIN Abd. | JAP Abd. | QAT 8  | USA 12 | MEX 15   | BRE Abd. | LVE 17   | ABU 19 |        |          | 15e        | 10              |
| 2024          | Stake F1 Team                    | Kick Sauber C44                    | Ferrari V6 turbo hybride Tipo 066/12         | P     | BAH 19    | SAU 17   | AUS 14 | JAP 14 | CHN Abd. | MIA 16   | EMI 18 | MON 13 | CAN 13   | ESP 16   | AUT 16   | GBR 15 | HON 16   | BEL 15   | P-B 19   | ITA 16   | AZE 16 | SIN 16 | USA 17   | MEX 14   | SAO 13   | LVE 18 | QAT 11 | ABU Abd. | 22e        | 0               |
| Légende : ici |                                  |                                    |                                              |       |           |          |        |        |          |          |        |        |          |          |          |        |          |          |          |          |        |        |          |          |          |        |        |          |            |                 |

## Victoires en championnat du monde de Formule 1
| #  | Année | Manche | Date              | Grand Prix  | Circuit       | Écurie   | Voiture | Grille        | Résumé |
| -- | ----- | ------ | ----------------- | ----------- | ------------- | -------- | ------- | ------------- | ------ |
| 1  | 2017  | 4/20   | 30 avril 2017     | Russie      | Sotchi        | Mercedes | W08     | 3e            | Résumé |
| 2  | 2017  | 9/20   | 9 juillet 2017    | Autriche    | Red Bull Ring | Mercedes | W08     | Pole position | Résumé |
| 3  | 2017  | 20/20  | 26 novembre 2017  | Abou Dabi   | Yas Marina    | Mercedes | W08     | Pole position | Résumé |
| 4  | 2019  | 1/21   | 17 mars 2019      | Australie   | Albert Park   | Mercedes | W10     | 2e            | Résumé |
| 5  | 2019  | 4/21   | 28 avril 2019     | Azerbaïdjan | Bakou         | Mercedes | W10     | Pole position | Résumé |
| 6  | 2019  | 17/21  | 13 octobre 2019   | Japon       | Suzuka        | Mercedes | W10     | 3e            | Résumé |
| 7  | 2019  | 19/21  | 3 novembre 2019   | États-Unis  | Amériques     | Mercedes | W10     | Pole position | Résumé |
| 8  | 2020  | 1/17   | 5 juillet 2020    | Autriche    | Red Bull Ring | Mercedes | W11     | Pole position | Résumé |
| 9  | 2020  | 10/17  | 27 septembre 2020 | Russie      | Sotchi        | Mercedes | W11     | 3e            | Résumé |
| 10 | 2021  | 16/22  | 10 octobre 2021   | Turquie     | Istanbul      | Mercedes | W12     | Pole position | Résumé |

## Vie privée
Valtteri Bottas a été marié à la nageuse finlandaise Emilia Pikkarainen de 2016 à 2019. 
Il est en couple à partir de 2020 avec la coureuse cycliste australienne Tiffany Cromwell.